# Economia del Portogallo
L'economia del Portogallo si colloca al 42º posto nella classifica stilata dal forum economico mondiale nel proprio Global Competitiveness Report, per il 2017-2018. I governi successivi hanno compiuto diverse riforme e privatizzato diverse aziende statali, liberalizzando settori chiave dell'economia, tra cui quello finanziario e quello delle telecomunicazioni. Il Portogallo ha sviluppato un'economia sempre più basata sui servizi, ed è stata nel 1999 una delle dodici nazioni fondatrici dell'euro, valuta che ha adottato il 1º gennaio 2002, assieme ad altri 11 membri dell'Unione europea.
Il settore primario impiega un numero alto di lavoratori rispetto agli altri paesi dell'Unione Europea, il 10,5% degli occupati, il settore industriale impiega il 23,1% degli occupati e il settore terziario il 66,4% degli occupati.

## Settore primario

### Agricoltura
L'agricoltura in Portogallo rappresenta ancora un'importante attività economica, nonostante la scarsità di territorio coltivabile (circa un terzo del totale). Le colture predominanti sono cereali e patate nelle regioni settentrionali; nel centro e al sud del paese si trovano piantagioni fruttifere.
Grande importanza hanno la coltivazione dell'oliva e della vite, da cui si ricavano celebri vini, tra i quali il Porto.
In Portogallo si trovano allevamenti di ovini, bovini, suini e pollame.

### Selvicoltura
Le risorse boschive coprono il 34% della nazione, principalmente pini (1350000 ha), querce da sughero (680 000 ha), lecci (534 000 ha), e eucalipti (243 000 ha). Il sughero è un prodotto importante, del quale il Portogallo detiene la metà della produzione mondiale.

### Pesca
Un'altra importante risorsa per il paese è la pesca, che ha dato vita lungo la costa a numerose industrie di lavorazione e conservazione del pesce. Si pescano soprattutto sardine, tonni, guarini (tipico pesce della bottiglioneria) acciughe e merluzzi. Le sardine subiscono il processo di lavorazione maggiore perché vengono anche inscatolate sott'olio o in acqua salata ed esportate. L'industria delle acciughe sotto sale e il tonno sott'olio è fiorente perché il prodotto è molto apprezzato e consumato all'estero. 

## Settore secondario
Il settore secondario non è molto sviluppato.
Le industrie tradizionali operano in campo tessile, nella lavorazione del legno, del cuoio e della carta. Negli anni ottanta del secolo scorso nasce un polo petrolchimico vicino a Lisbona dove sorgono anche diversi cantieri navali.

### Industrie
Le principali industrie in Portogallo sono: raffineria di petrolio, petrolchimica e di cemento, macchinari, industria automobilistica e navale, industria elettrica ed elettronica, stampaggio ad iniezione, materie plastiche e della ceramica, tessile, industria calzature e pelletteria, delle bevande e industrie alimentari e mobili, polpa e le industrie della carta, legno e sughero. Automotive e altre industrie meccaniche si trovano principalmente in ed intorno a Setúbal, Porto, Lisbona, Aveiro, Braga e Mangualde. A Coimbra e Oeiras sono in crescita le industrie tecnologiche a base, compresi i prodotti farmaceutici e software. Sines ha la più grande raffineria di petrolio del paese ed è un importante centro petrolchimico, così come il porto più trafficato in Portogallo. Maia ha uno dei più grandi parchi industriali del paese, comprese le industrie di trasformazione del legno e dei prodotti alimentari noti. Figueira da Foz e Setúbal sono maggiori centri di pasta di legno e della carta. Marinha Grande è il più reputato centro lavorazione del vetro del Portogallo. Leiria, Oliveira de Azemeis, Vale de Cambra e Viseu, hanno importanti industrie leggere, tra cui lo stampaggio ad iniezione e plastica. Viana do Castelo e Setúbal sono centri di industrie di costruzione navale e riparazione. I moderni non tradizionali industrie basate sulla tecnologia come l'industria aerospaziale, la biotecnologia e la tecnologia dell'informazione, sono stati sviluppati in diverse località in tutto il paese. Alverca, Covilhã, Évora, e Ponte de Sor sono i centri principali di industria aerospaziale portoghese, che è guidato dalla filiale locale della brasiliana Embraer e OGMA. Dal momento che dopo la fine del XXI secolo, molte importanti industrie delle biotecnologie e delle tecnologie dell'informazione sono state fondate e sono concentrati nelle aree metropolitane di Lisbona, Porto, Braga, Coimbra e Aveiro..

### Artigianato
Le origini dell'artigianato portoghese sono molto antiche e hanno subito un influsso dai mori. Tra le produzioni caratteristiche, vi sono quelle delle piastrelle di ceramica dette Azulejos, che vengono decorate con disegni bianchi e blu; è inoltre molto nota la tradizione dei classici Bordados (ovvero ricami), soprattutto sull'isola di Madeira, dove per altro è stato dedicato un museo a quest'antica tradizione nel suo capoluogo, Funchal.

## Settore terziario

### Turismo
Il settore terziario è basato sul turismo che riveste un importante ruolo nell'economia lusitana, occupando quasi il 10% della forza lavoro. Questo settore produce il 10% del PIL. Il Portogallo risulta essere il ventesimo paese al mondo più visitato nel 2004.
Nel 1971 è stato istituito il parco nazionale di Peneda-Gerês, al confine settentrionale, ampio 70.000 ettari.
Nel settembre 2023 il primo ministro Costa abolì l'esenzione fiscale per i pensionati stranieri che decisero di andare a soggiornare in Portogallo, anche a causa del rialzo dei prezzi degli immobili che questa misura aveva causato negli anni precedenti.